# Resolució 2077 del Consell de Seguretat de les Nacions Unides
La Resolució 2077 del Consell de Seguretat de les Nacions Unides fou adoptada per unanimitat el 21 de novembre de 2012. El Consell va renovar per un any les autoritzacions, acordades per primera vegada el 2008, per l'acció internacional per combatre els delictes de pirateria a la costa de Somàlia en cooperació amb el nou govern somali, a qui va demanar que creés un marc jurídic nacional per a l'esforç.
El Consell va tornar a condemnar i lamentar la pirateria a les aigües somalis, i assenyalà que calia abordar les causes subjacents, agreujades per l'augment del pagament de rescats i la manca de compliment de l'embargament d'armes. També va instar Somàlia a elaborar una legislació contra la pirateria sense demora. També calia intensificar les investigacions dels líders de les xarxes de delinqüència implicades.
El Consell també demanà als països i organitzacions regionals amb capacitats necessàries que participessin en la lluita contra la pirateria a les aigües territorials de Somàlia mitjançant l'ús de vaixells i aeronaus navals per interceptar vaixells i armes. Mentrestant s'estava considerant l'establiment de tribunals específics contra la pirateria. Interpol també va començar una base de dades per recopilar dades sobre pirates a Somàlia, i es va demanar als països que compartissin informació.